# Nathalie Bouvier
Nathalie Bouvier (Les Rousses, 31 de agosto de 1969) es una deportista francesa que compitió en esquí alpino.
Ganó una medalla de plata en el Campeonato Mundial de Esquí Alpino de 1991, en la prueba de descenso. 

## Palmarés internacional
| Campeonato Mundial | Campeonato Mundial             | Campeonato Mundial | Campeonato Mundial |
| Año                | Lugar                          | Medalla            | Prueba             |
| ------------------ | ------------------------------ | ------------------ | ------------------ |
| 1991               | Saalbach-Hinterglemm (Austria) | Medalla de plata   | Descenso           |